# Gruppen gegen Kapital und Nation

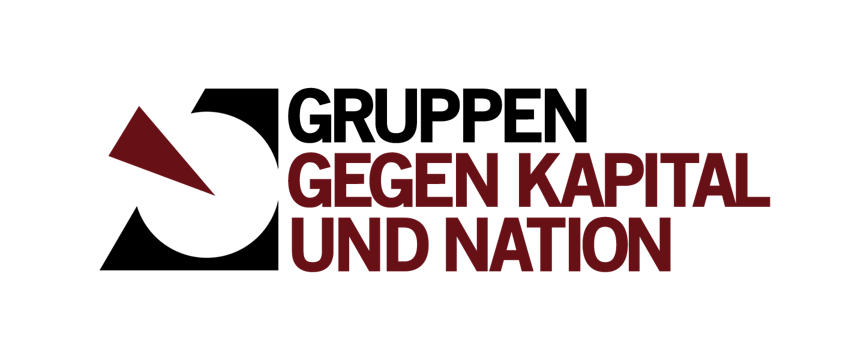
Logo der Gruppen gegen Kapital und Nation

Gruppen gegen Kapital und Nation (GKN) ist eine 1999 gegründete, linksradikale, antinationale, antikapitalistische, marxistische Organisation.

## Aktivität
Die Gruppen gegen Kapital und Nation verfassen u. a. Texte, Broschüren und Flugblätter zum Zeitgeschehen sowie zu Fragen grundsätzlicher Art. Ihre Analysen befassen sich z. B. mit Themen wie Kapital, Lohnarbeit, Demokratie, Faschismus, Krieg und Frieden.
Zudem versuchen sie ihre Argumente zu verbreiten, indem sie regelmäßig Workshops, Lesekreise und Diskussionsabende organisieren. 
2019 haben sie die dritte, korrigierte und veränderte Auflage ihres Buches "Die Misere hat System: Kapitalismus" (Eine grundlegende Einführung in die Kapitalismuskritik von GKN) veröffentlicht. 
Stand 2024 gibt es Mitgliedsgruppen in Berlin, Bremen, Frankfurt am Main, Freiburg, Hamburg, Hannover, Nürnberg und Salzburg.

## Geschichte
In den 1990er-Jahren kam es innerhalb der JungdemokratInnen/Junge Linke zu ernsten Konflikten zwischen einerseits dem linksliberalen und radikaldemokratischen und andererseits dem antinationalen und marxistischen Flügel. Der letztgenannte Flügel stellte daraufhin 1999 die Mitarbeit im Verband ein und trat seitdem als eigenständige Jugendorganisation junge linke gegen Kapital und Nation auf. 2013 benannte sich die Organisation in Gruppen gegen Kapital und Nation um.